# Manuel Sima
Manuel Sima   (Libreville, 31 de desembre de 1988), nom complet Manuel Sima Ntutumu Bindang, és un futbolista del Gabon, nacionalitzat de Guinea Equatorial, de la dècada de 2010.
Fou internacional amb la selecció de futbol de Guinea Equatorial.
Pel que fa a clubs, destacà a Akonangui, Deportivo Mongomo i CD San Roque de Lepe.